# Ахромеев, Сергей Фёдорович
Сергей Фёдорович Ахроме́ев (5 мая 1923, Виндрей, Виндреевская волость, Спасский уезд, Тамбовская губерния — 24 августа 1991, Москва) — советский военачальник, Маршал Советского Союза (1983). Герой Советского Союза (1982).
Начальник Генерального штаба Вооружённых сил СССР — первый заместитель министра обороны СССР (1984—1988).
Участник Великой Отечественной войны. Член ВКП(б) с 1943 года. Член ЦК КПСС (1983—1990), кандидат в члены ЦК КПСС (1981—1983). Депутат Верховного Совета СССР XI созыва, народный депутат СССР (1989—1991).
Сторонник ГКЧП, после поражения которого совершил самоубийство.

## Биография

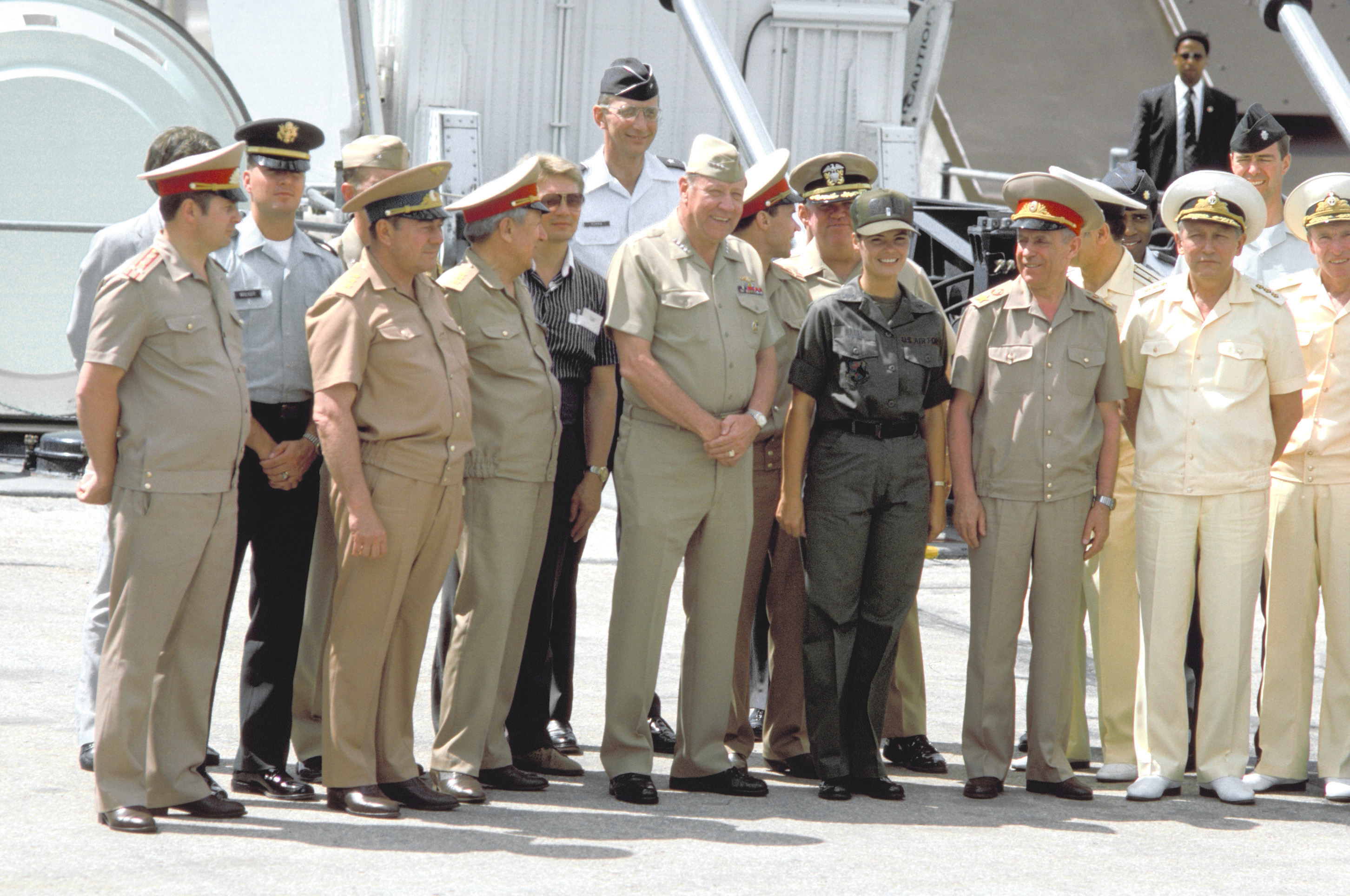
Начальник Генерального штаба Вооружённых сил СССР Маршал Советского Союза С. Ф. Ахромеев (справа), 10 июля 1988 года

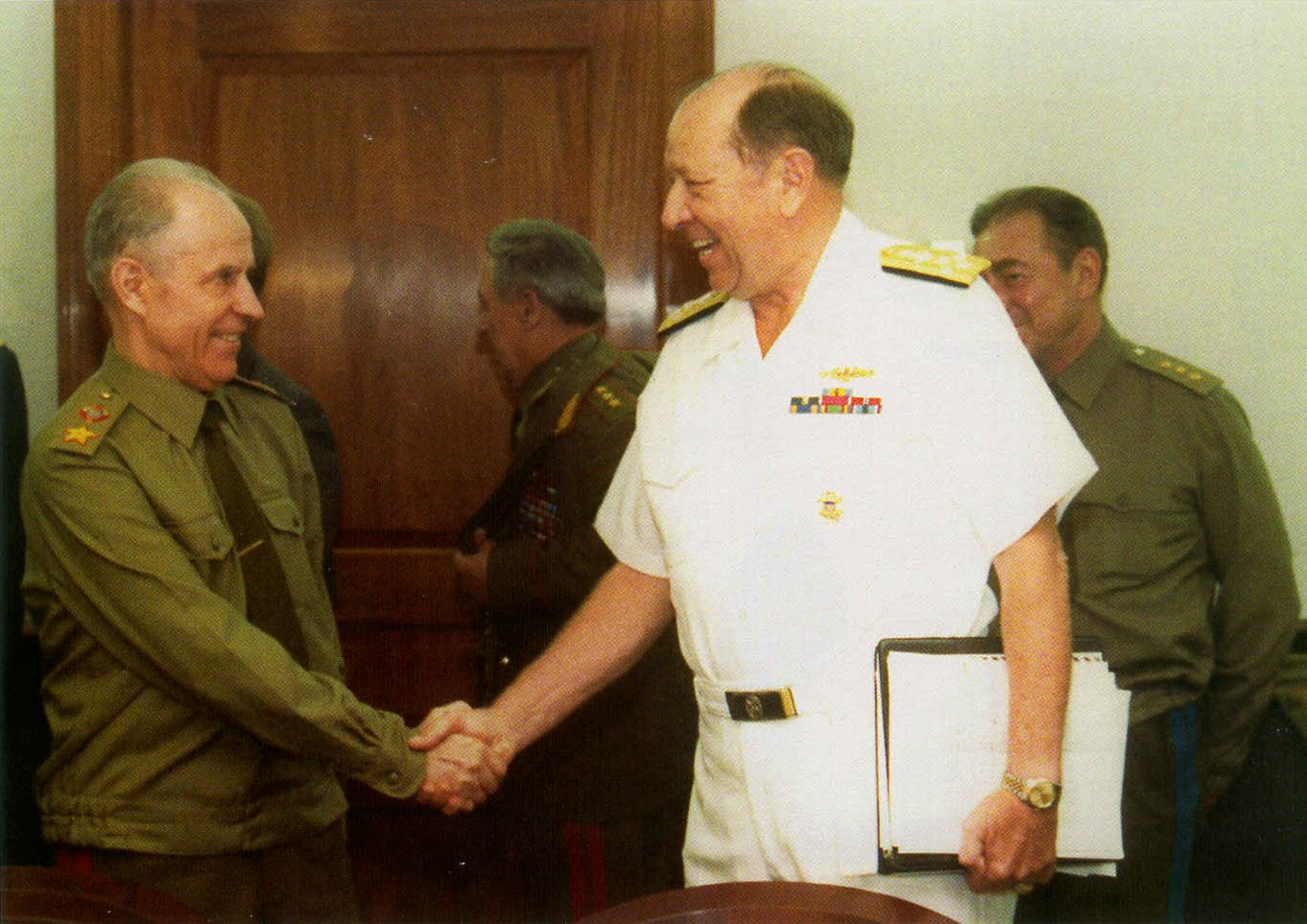
Начальник Генерального штаба ВС СССР Маршал Советского Союза С. Ф. Ахромеев и Председатель ОК начальников штабов США адмирал Уильям Д. Кроу, 8 июля 1988 года

Родился в крестьянской семье. В 1940 году окончил 1-ю специальную военно-морскую школу в Москве и в том же году начал военную службу, поступив в Высшее военно-морское училище имени М. В. Фрунзе.
Начало войны застало его в Лиепае, где Ахромеев проходил учебную практику после окончания первого курса училища. Был эвакуирован в Ленинград и с июля по декабрь 1941 года воевал в составе объединённого курсантского стрелкового батальона на Ленинградском фронте, участвовал в Ленинградской оборонительной операции и в обороне блокадного Ленинграда. В декабре 1941 года был ранен и получил сильное обморожение. В марте 1942 года выписан из госпиталя и направлен для продолжения учёбы в ВВМУ им. М. В. Фрунзе, которое в то время действовало в эвакуации в Астрахани. В мае—августе 1942 года проходил боевую практику на Черноморском флоте в должности командира орудия на одном из надводных кораблей.
В августе 1942 года вернулся в училище, но практически сразу ввиду острого некомплекта командных кадров вместе с курсантами первых двух курсов училища переведён в пехоту и направлен курсантом на двухмесячные курсы лейтенантов при 2-м Астраханском пехотном училище, которые окончил в октябре того же года. С октября 1942 — командир взвода автоматчиков 152-й отдельной стрелковой бригады на Сталинградском фронте (бригада вела оборонительные действия на территории Калмыкии). С ноября 1942 года — командир стрелкового взвода 197-го армейского запасного полка 28-й армии, а с начала 1943 года адъютант старший стрелкового батальона и помощник начальника штаба того же полка на Сталинградском и Южном фронтах.
С июля 1943 года — старший адъютант мотострелково-пулемётного батальона 140-й танковой бригады, переформированной позднее (в феврале 1944 года) в 14-ю самоходно-артиллерийскую бригаду, в рядах которой в составе 28-й и 5-й ударной армий сражался на Южном и 4-м Украинском фронтах. Там участвовал в Миусской и Донбасской наступательных операциях.
С июля по ноябрь 1944 года — командир моторизованного батальона автоматчиков 14-й самоходно-артиллерийской бригады Резерва Главного Командования в Харьковском и Московском военных округах. Затем направлен на учёбу. Окончил Высшую офицерскую школу самоходной артиллерии бронетанковых и механизированных войск Красной армии (1945).

### Послевоенная служба
По окончании Великой Отечественной войны с июня 1945 года был заместителем командира самоходно-артиллерийского дивизиона установок СУ-76, с сентября 1945 года — командиром танкового батальона 14-го отдельного танкового полка учебного центра, а с февраля 1947 года — командиром батальона установок ИСУ-122 14-го тяжёлого танко-самоходного полка 31-й гвардейской механизированной дивизии в Бакинском военном округе.
В 1952 году окончил Военную академию бронетанковых и механизированных войск Советской армии имени И. В. Сталина с золотой медалью. С июля 1952 года начальник штаба 190-го танкосамоходного полка в 39-й армии Приморского военного округа. С августа 1955 года командовал танковыми полками в Дальневосточном военном округе. С декабря 1957 года — заместитель командира, начальник штаба, а с декабря 1960 года — командир 36-й танковой дивизии в Белорусском военном округе. С апреля 1964 года командир учебной танковой дивизии.
В 1967 году окончил Военную академию Генерального штаба Вооружённых сил СССР. С июля 1967 по октябрь 1968 года начальник штаба — первый заместитель командующего 8-й танковой армии Прикарпатского военного округа.
С октября 1968 по май 1972 года — командующий 7-й танковой армией в Белорусском военном округе.
С мая 1972 по март 1974 года начальник штаба — первый заместитель командующего войсками Дальневосточного военного округа. В 1973 году окончил Высшие академические курсы при Военной академии Генерального штаба Вооружённых сил СССР имени К. Е. Ворошилова.

### На высших должностях
С марта 1974 по февраль 1979 года начальник Главного оперативного управления Генерального штаба ВС СССР — заместитель начальника Генерального штаба Вооружённых сил СССР.
С февраля 1979 по сентябрь 1984 года — первый заместитель начальника Генерального штаба Вооружённых сил СССР. На этом посту многократно выезжал в Афганистан для планирования и руководства боевыми действиями советских войск.
По словам Карена Шахназарова, являлся активным противником ввода советских войск в Афганистан.
С 6 сентября 1984 по 14 декабря 1988 года — начальник Генерального штаба Вооружённых сил СССР — первый заместитель министра обороны СССР. Высказывал несогласие с военной реформой и ослаблением советской военной мощи, в связи с чем вышел в отставку.
Руководил планированием военных операций в Афганистане на всех этапах, включая и вывод войск.
С декабря 1988 года проходил военную службу в должности генерального инспектора Группы генеральных инспекторов Министерства обороны СССР. Одновременно в эти годы с декабря 1988 года являлся советником председателя Президиума Верховного Совета СССР, с мая 1989 года — советником председателя Верховного Совета СССР (на обеих должностях — М. С. Горбачёва), с марта 1990 года — Главный военным советником Президента СССР М. С. Горбачёва.
В 1984—1989 годах — депутат Совета Союза Верховного Совета СССР от Молдавской ССР. В марте 1989 года избран народным депутатом СССР от Бельцкого территориального округа № 697 (Молдавская ССР). Член Верховного Совета СССР, Комитета ВС СССР по вопросам обороны и безопасности. Неоднократно выступал на заседаниях Съезда народных депутатов и Верховного Совета СССР, а также в печати со статьями, где говорил об опасности быстрого завоевания СССР странами НАТО.
«Маршал Ахромеев был достойным военачальником и пользовался большим уважением в армии и в партии», — отмечал Рой Медведев, указывая: «Маршал был обескуражен поведением Президента СССР, который перестал давать своему советнику и помощнику какие-либо поручения и постоянно откладывал решение ряда важных армейских проблем, которые Ахромеев считал неотложными. В конце концов Ахромеев подал ещё в июне 1991 года прошение об отставке, но Горбачёв медлил и с решением этого вопроса».

### ГКЧПи самоубийство
Он понимал, что многое делается уже неправильно, в ущерб интересам нашей страны, но, будучи сам человеком честным, был уверен, что такими должны быть и другие люди, полагая, что всё это делается по недоразумению, по чьим-то необъективным докладам.генерал армии М. Гареев
- 19 августа, узнав утром о ГКЧП, вернулся в Москву из Сочи, где он проводил отпуск вместе с женой Тамарой Васильевной и внуками, и встретился с вице-президентом СССР Геннадием Янаевым. Поддержал Обращение ГКЧП и предложил своё содействие, руководил военными вопросами. Ночь провёл на своей даче, где жила его младшая дочь со своей семьёй. 20 августа работал в Кремле и в здании Министерства обороны, собирая информацию о военно-политической обстановке в стране. Приготовил план мероприятий, которые необходимо было провести в связи с введением чрезвычайного положения. В ночь с 20 на 21 августа ночевал в своём кабинете в Кремле. Из кабинета он звонил своим дочерям и жене в Сочи.

Я был уверен, что эта авантюра потерпит поражение, а приехав в Москву, лично убедился в этом. <…> Пусть в истории хоть останется след — против гибели такого великого государства протестовали.из записной книжки С. Ф. Ахромеева
20-го Ахромеев и Бакланов собрали рабочую группу и организовали сбор информации и анализ обстановки. Утром 21 августа, по словам Ахромеева, подготовленные этой группой два доклада были рассмотрены на заседании ГКЧП. Кроме того, Ахромеев подготовил для Янаева черновик текста для его намечавшегося доклада на Президиуме Верховного Совета СССР: гэкачепистам очень нужно было, чтобы союзный парламент их поддержал, признал их действия законными. Впрочем, текст, подготовленный Ахромеевым, Янаеву не понравился.
- 22 августа отправил на имя Горбачёва личное письмо.

Почему я приехал в Москву по своей инициативе — никто меня из Сочи не вызывал — и начал работать в «Комитете»? Ведь я был уверен, что эта авантюра потерпит поражение, а приехав в Москву, ещё раз убедился в этом. Дело в том, что, начиная с 1990 года, я был убеждён, как убеждён и сегодня, что наша страна идёт к гибели. Вскоре она окажется расчленённой. Я искал способ громко заявить об этом. Посчитал, что моё участие в обеспечении работы «Комитета» и последующее связанное с этим разбирательство даст мне возможность прямо сказать об этом. Звучит, наверное, неубедительно и наивно, но это так. Никаких корыстных мотивов в этом моём решении не было.Маршал Ахромеев, из личного письма М. С. Горбачёву
- 23 августа присутствовал на заседании Комитета Верховного Совета СССР по делам обороны и госбезопасности[8].
- 24 августа 1991 года в 21 ч. 50 мин. тело Ахромеева было обнаружено дежурным офицером охраны в служебном кабинете в Московском Кремле[7].
- В 23:00 в кабинете маршала появилась следственная бригада Генеральной прокуратуры СССР[9].

По мнению Роя Медведева: «Как можно судить по запискам, маршал думал о самоубийстве уже 23 августа, но были какие-то колебания. Но именно вечером 23 августа Б. Н. Ельцин подписал в присутствии Горбачёва указ о приостановлении деятельности КПСС в Российской Федерации. Поздно вечером в тот же день и в ночь на 24 августа происходил захват манифестантами зданий ЦК КПСС на Старой площади. Эпизоды этих событий можно было видеть по телевидению, а Ахромеев мог знать и больше».
А вот что касается Ахромеева, в деле всё буквально есть. И все записки, и эта тесёмочка, на которой он удавился. И записка о том, как первый раз оборвалась тесёмка… Я уверен, что Ахромеев сам на себя наложил руки. Я хорошо знал Сергея Фёдоровича. Он не смог смириться с тем, что произошло с его страной.Маршал Д. Т. Язов
Генерал армии Валентин Варенников высказывал сомнение в самоубийствах Ахромеева и Б. К. Пуго.

Памятник на Троекуровском кладбище Москвы

С. Ф. Ахромеев оставил письма членам своей семьи, а также записку, где говорил, что уходит из жизни, не в силах видеть крушение всего того, чему он посвятил свою жизнь.
Не могу жить, когда гибнет моё Отечество и уничтожается всё, что я всегда считал смыслом в моей жизни. Возраст и прошедшая моя жизнь дают мне право уйти из жизни. Я боролся до конца. Ахромеев. 24 августа 1991 г.
Всегда для меня был главным долг воина и гражданина. Вы были на втором месте… Сегодня я впервые ставлю на первое место долг перед вами…Из прощального письма семье
Маршал Сергей Ахромеев был моим другом. Его самоубийство — это трагедия, отражающая конвульсии, которые сотрясают Советский Союз. Он был коммунистом, патриотом и солдатом. И я полагаю, что именно так он сказал бы о себе сам.американский адмирал Уильям Кроу
Похоронен 1 сентября 1991 года на Троекуровском кладбище (участок № 2). Церемония похорон прошла с нарушением ритуала прощания, положенного покойному по статусу. Присутствовали только дочери и вдова. В ночь после похорон место захоронения Ахромеева С. Ф. подверглось мародёрскому нападению: неизвестные разрыли могилу, вскрыли гроб и похитили мундир маршала с наградами.
На надгробном памятнике маршала выгравирован герб СССР и слова «Коммунист. Патриот. Солдат».

## Высказывания

Слева: М. С. Горбачёв, А. Н. Яковлев, С. Ф. Ахромеев во время Мальтийского саммита,
2 декабря 1989 года

- Был решительным сторонником вывода войск из Афганистана[12]. Вместе с заместителем министра иностранных дел СССР Георгием Корниенко считал, что «рассчитывать на то, что НДПА сможет остаться у власти после вывода советских войск из страны — нереально. Максимум, на что можно было надеяться так это на то, чтобы НДПА заняла законное, но весьма скромное место в новом режиме». По поводу потерь советских войск в Афганистане он считал, что «погибают наши солдаты, так это их долг. Погибнет один, пришлют еще десяток»[13].
- По свидетельству руководителя аппарата Президента СССР Валерия Болдина, Ахромеев подтверждал, что «военная разведка располагает приблизительно такими же данными, как и КГБ» о «подозрениях в связях со спецслужбами зарубежных стран» члена Политбюро Александра Яковлева[14].
- В 1991 году маршал Ахромеев так оценивал военные потери СССР в Великой Отечественной войне: «Если считать всех погибших в военных действиях, то есть военнослужащих и партизан, не вернувшихся домой с войны, то будет 8 миллионов 668 тысяч 400 человек… Из них в 1941 году — 3 миллиона 138 тысяч…».
- «СССР в 1970-х годах производил в 20 раз больше танков, чем США».
Вопрос Г. Шахназарова, помощника Генсека КПСС М. Горбачёва (1980-е годы): «Зачем надо производить столько вооружений?»
Ответ начальника Генштаба С. Ахромеева: «Потому что ценой огромных жертв мы создали первоклассные заводы, не хуже, чем у американцев. Вы что, прикажете им прекратить работу и производить кастрюли?» Из книги Егора Гайдара «Гибель империи».

Второй вопрос — о заводе, на котором производятся баллистические ракеты или ступени к ним на территории Соединённых Штатов. Мы назвали завод в штате Юта, вы не согласились. Пусть будет завод в городе Орландо, Флорида.
Шульц: — Это же Диснейленд!
Ахромеев: — Пусть и его посмотрят инспекторы.

## Книги
- Ахромеев, С. Ф., Корниенко Г. М. Глазами маршала и дипломата. — М.: Международные отношения, 1992.

## Документальные фильмы о Сергее Ахромееве
- 2006 — «Маршал Ахромеев. Пять предсмертных записок» — ТК «Останкино» по заказу ОАО «Первый канал», автор фильма — С. К. Медведев.

## Награды

Маршальский мундир Ахромеева. г. Саранск, Мемориальный музей военного и трудового подвига 1941—1945 гг.

Горельеф Ахромееву С. Ф. на Мосфильмовской улице, 11, к. 4, ск. Е. Дубровина, арх. Е. Кузнецова, открыта 12 марта 2015 г.

### Советские награды
- Герой Советского Союза (07.05.1982)
- 4 ордена Ленина (23.02.1971, 21.02.1978, 28.04.1980, 07.05.1982)
- Орден Октябрьской Революции (07.01.1988)
- 2 ордена Красной Звезды (15.09.1943, 30.12.1956[16])
- Орден Отечественной войны 1-й степени (06.04.1985)
- Орден «За службу Родине в Вооружённых Силах СССР» 3-й степени (30.04.1975)
- Юбилейная медаль «За воинскую доблесть. В ознаменование 100-летия со дня рождения Владимира Ильича Ленина»
- Медаль «За боевые заслуги» (15.11.1950)[16];
- Медаль «За отличие в охране государственной границы СССР»
- Медаль «За оборону Ленинграда»
- Медаль «За оборону Сталинграда»
- Медаль «За победу над Германией в Великой Отечественной войне 1941—1945 гг.»
- Юбилейная медаль «Двадцать лет Победы в Великой Отечественной войне 1941—1945 гг.»
- Юбилейная медаль «Тридцать лет Победы в Великой Отечественной войне 1941—1945 гг.»
- Юбилейная медаль «Сорок лет Победы в Великой Отечественной войне 1941—1945 гг.»
- Медаль «За укрепление боевого содружества»
- Юбилейная медаль «30 лет Советской Армии и Флота»
- Юбилейная медаль «40 лет Вооружённых Сил СССР»
- Юбилейная медаль «50 лет Вооружённых Сил СССР»
- Юбилейная медаль «60 лет Вооружённых Сил СССР»
- Юбилейная медаль «70 лет Вооружённых Сил СССР»
- Медаль «В память 800-летия Москвы»
- Медаль «В память 250-летия Ленинграда»
- Медаль «За безупречную службу» 1-й степени.
- Лауреат Ленинской премии 1980 года за исследование и разработку новых систем автоматизированного управления Вооружёнными силами.

### Иностранные награды
МНР (Монголия):
- Орден Сухэ-Батора (1981)
- Медаль «30 лет победы над Японией» (1975)
- Медаль «40 лет победы на Халхин-Голе» (1979)
- Медаль «60 лет Вооружённых Сил МНР» (1981)

 ГДР (Германская Демократическая Республика):
- Орден Шарнхорста (1983)
- Медаль «Братство по оружию» 1-й степени (1980)
- Медаль «30 лет Народной армии ГДР» (1986)

 НРБ (Болгария):
- Орден «Георгий Димитров» (1988)
- Орден «Народная Республика Болгария» 1-й степени (1985)
- Орден «9 сентября 1944 года» 1-й степени с мечами (1974)
- Медаль «За укрепление братства по оружию» (1977)
- Медаль «30 лет Победы над фашистской Германией» (1975)
- Медаль «40 лет Победы над фашизмом» (1985)
- Медаль «90 лет со дня рождения Георгия Димитрова» (1974)
- Медаль «100 лет со дня рождения Георгия Димитрова» (1984)
- Медаль «100 лет освобождения Болгарии от османского ига» (1978)

 Чехословакия:
- Орден Красного Знамени (1982)
- Орден Победного Февраля (1985)
- Медаль «30 лет Словацкого национального восстания» (1974)
- Медаль «40 лет Словацкого национального восстания» (1984)

 Вьетнам:
- Орден Военных заслуг 1-й степени (1985)

 ДРА (Афганистан):
- Орден Красного Знамени (1982)
- Орден Саурской революции (1984)
- Медаль «От благодарного афганского народа» (1988)

 Куба:
- Медаль «20 лет Революционных Вооружённых Сил» (1976)
- Медаль «30 лет Революционных Вооружённых Сил» (1986)

 КНДР (Корейская Народная Демократическая Республика):
- Медаль «40 лет освобождения Кореи» (1985)

 СР Румыния:
- Медаль «За воинскую доблесть» (1985)

 Китай (Китай):
- Медаль «Китайско-советской дружбы» (1955)

 ПНР (Польша):
- Медаль «Братство по оружию» (1988)

 Югославия:
- наградное оружие - 7,65-мм пистолет M70 (9 июня 1986 года)[17]

## Воинские звания
- Лейтенант — октябрь 1942,
- Старший лейтенант — апрель 1943,
- Капитан — октябрь 1943,
- Майор — 1947,
- Подполковник — 1952,
- Полковник — 08.12.1956,
- генерал-майор танковых войск — 13.04.1964,
- генерал-лейтенант танковых войск — 21.02.1969,
- генерал-полковник — 30.10.1974,
- генерал армии — 23.04.1979,
- Маршал Советского Союза — 25.03.1983.

## Семья
Жена — Тамара Васильевна Ахромеева (1925—2011).
Дочери — Наталья и Татьяна.

## Видео
Маршал Ахромеев о Советском Союзе